# Li Yuejiu
Li Yuejiu (Yingkou, China, 19 de noviembre de 1957) es un gimnasta artístico chino, especialista en la prueba de suelo con la que ha logrado ser campeón mundial en 1981.

## 1981
En el Mundial de Moscú 1981 gana el oro en la prueba de suelo y el bronce por equipos, tras la Unión Soviética y Japón, siendo sus compañeros de equipo: Tong Fei, Li Ning, Li Xiaoping, Huang Yubin y Peng Yaping.

## 1983
En el Mundial de Budapest 1983 gana la plata medalla de oro en el concurso por equipos, de nuevo por delante de la Unión Soviética y Japón.

## 1984
En los JJ. OO. de Los Ángeles consigue la plata en el concurso por equipos, tras Estados Unidos y por delante de Japón, siendo sus compañeros de equipo: Li Ning, Xiaoping Li, Lou Yun, Tong Fei y Xu Zhiqiang.